# Dapanoptera carolina
Dapanoptera carolina är en tvåvingeart som först beskrevs av Edwards 1932.  Dapanoptera carolina ingår i släktet Dapanoptera och familjen småharkrankar. Inga underarter finns listade i Catalogue of Life.